# محوطه سنگ‌نگاره‌های کوه ارنان
محوطه سنگ نگاره‌های کوه ارنان مربوط به دوران پیش از تاریخ ایران باستان - دوران‌های تاریخی پس از اسلام است و در شهرستان مهریز، روستای ارنان واقع شده و این اثر در تاریخ ۱۷ اردیبهشت ۱۳۷۸ با شمارهٔ ثبت ۲۳۶۱ به‌عنوان یکی از آثار ملی ایران به ثبت رسیده است.